# Primula macrocalyx
Primula macrocalyx là một loài thực vật có hoa trong họ Anh thảo. Loài này được Bunge miêu tả khoa học đầu tiên năm 1829.

## Hình ảnh

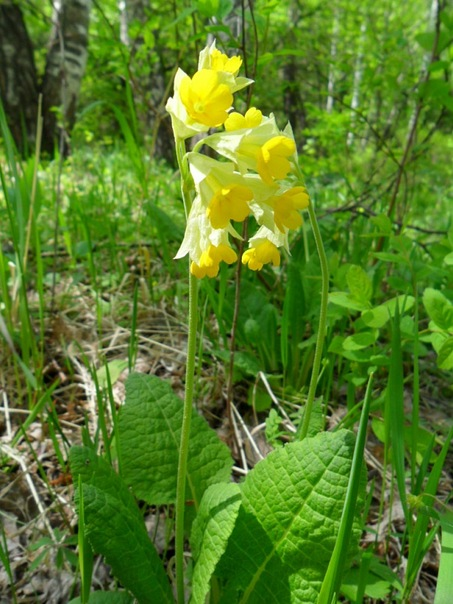